# Seehof (Wüstung)
Seehof ist eine Wüstung im Gebiet der Woiwodschaft Westpommern in Polen, etwa 37 Kilometer südöstlich von Stettin.
Das Vorwerk Seehof wurde im 19. Jahrhundert, jedenfalls nach 1820 und vor 1868, als einziges Vorwerk des Landgutes Augusthof angelegt. Es lag etwa einen Kilometer südwestlich von Augusthof am nordwestlichen Ufer des Sabessees. In der Nähe wurde eine Ziegelei eingerichtet.
Vor 1945 gehörte Seehof, wie auch Augusthof, als Teil der Landgemeinde Sabes zum Kreis Pyritz der preußischen Provinz Pommern.
Nach dem Zweiten Weltkrieg kam Seehof, wie ganz Hinterpommern, an Polen. Heute liegt der Ort wüst. Die Wüstung liegt im Gebiet der Gmina Warnice (Landgemeinde Warnitz) in der polnischen Woiwodschaft Westpommern.